# Wojciechów (gmina)
Pour les articles homonymes, voir Wojciechów.
Wojciechów est une gmina rurale (gmina wiejska) du powiat de Lublin, dans la Voïvodie de Lublin, dans l'est de la Pologne.
Son siège administratif (chef-lieu) est le village de Wojciechów, qui se situe environ 23 km à l'ouest de la capitale régionale Lublin (siège du powiat et capitale de la voïvodie).
La gmina couvre une superficie de 80,92 km2 pour une population de 5 962 habitants en 2006.

## Histoire
De 1975 à 1998, la gmina est attachée administrativement à l'ancienne Voïvodie de Lublin.

Depuis 1999, elle fait partie de la nouvelle voïvodie de Lublin.

## Géographie
La gmina inclut les villages (sołectwa) de :

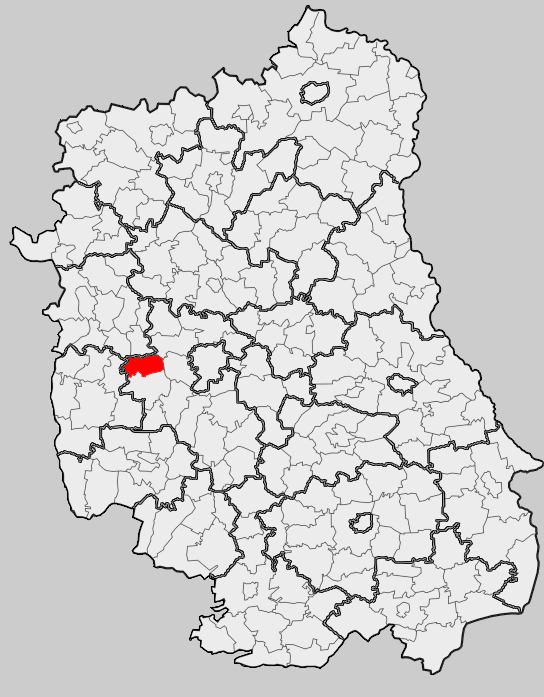
Position de la gmina dans la voïvodie

- Góra
- Halinówka
- Ignaców
- Łubki
- Łubki-Kolonia
- Łubki-Szlachta
- Maszki
- Miłocin
- Nowy Gaj
- Palikije
- Palikije Drugie
- Sporniak
- Stary Gaj
- Stasin
- Szczuczki
- Wojciechów
- Wojciechów-Kolonia Piąta
- Wojciechów-Kolonia Pierwsza

### Gminy voisines
La gmina de Wojciechów est voisine des gminy de :
- Bełżyce
- Jastków
- Konopnica
- Nałęczów
- Poniatowa
- Wąwolnica

## Structure du terrain
D'après les données de 2002, la superficie de la commune de Wojciechów est de 108,84 kilomètres carrés, répartis comme telle :
- terres agricoles : 88 %
- forêts : 6 %

La commune représente 4,82 % de la superficie du powiat.

## Démographie
Données du 30 juin 2004 :
| Description        | Total  | Total | Femmes | Femmes | Hommes | Hommes |
| ------------------ | ------ | ----- | ------ | ------ | ------ | ------ |
| Unité              | Nombre | %     | Nombre | %      | Nombre | %      |
| Population         | 5 878  | 100   | 2 999  | 51     | 2 879  | 49     |
| Densité (hab./km²) | 72,6   | 72,6  | 37,1   | 37,1   | 35,6   | 35,6   |